# Astrid Øyre Slind
Astrid Øyre Slind, född 9 februari 1988, är en norsk längdskidåkare som tävlar i långloppscupen Ski Classics. Hon vann loppet Ylläs–Levi-loppet i norra Finland år 2018 och 2019. Hon vann Reistadløpet 2019. Hon vann även Vasaloppet 2022 i damklassen.

## Idrottskarriär
Astrid Øyre Slind gjorde sin världscupdebut i mars 2008 på skidfestivalen i Holmenkollen och slutade på 44:e plats på 30 km. I sitt nästa lopp samlade hon också sina första världscuppoäng, och slutade som 22:a på Davos 10 km i december 2008. En annan höjdpunkt var tävlingarna i Falun i mars 2009, där hon slutade 20:a i sprinten och 25:a totalt. Hennes sista världscuputflykt kom på Holmenkollens skidfestival 2014.
Slind tävlade vid junior-VM 2009, 2010 och 2011 (U23-klass). 2009 vann hon silvermedaljen på 15 km jakten och 2010 guldmedaljen i samma gren. Vid Winter Universiaden 2013 vann hon bronsmedaljen på 15 km och guldmedaljen på 5 km.
Vid U23-VM 2010 i Hinterzarten blev Slind världsmästare i skiathlon. Därefter uppnådde hon ytterligare pallplaceringar i Skandinaviska cupen med en tredjeplats i 10 km klassiskt och i 10 km fristilslopp i Keuru i februari 2011 samt i 15 km fristil masstartloppet i Madona i februari 2012 och i Inari i februari 2013; Dessutom kunde hon i november 2011 uppnå en 25:e plats i ett världscuplopp över 10 km fristil i Sjusjøen. I den totala rankningen i Skandinaviska cupen tog hon en åttonde plats i slutet av säsongen 2008/09, 2010/11 kom hon trea, fyra 2011/12 och femma i den totala rankningen 2012/13. I mars 2013 vann hon Flyktingloppet över 40 km klassiskt och i april 2015 vann hon Svalbard skidmaraton över 42 km klassiskt. Säsongen 2016/17 kom hon trea i Toblach-Cortina, Jizera Mountains Run och Reistadløpet och tvåa i Kaiser Maximilian Lauf och Vasaloppet och tog därmed tredje plats i den totala Ski Classics-rankningen. I april 2018 vann hon Ylläs–Levi-loppet.
Den 6 mars 2022 vann hon damklassen i Vasaloppet.
Slind representerar idrottsklubben Oppdal IL. Hon är tvillingsyster till Silje Øyre Slind och äldre syster till Kari Øyre Slind.